# 肖杰 (数学家)
肖杰（1962年5月2日—），男，安徽定远人，中国数学家，曾任清华大学数学科学系主任，现任北京师范大学教授。

## 生平
1982年7月毕业于安徽师范大学数学系，1985年于北京师范大学数学系获硕士学位，1988年于北京师范大学获博士学位。1991年7月至1993年1月，在比利时安特卫普大学从事博士后研究。1988年9月博士毕业后留北京师范大学数学系任教，1990年6月晋升副教授，1993年6月晋升教授。1999年9月调任清华大学数学科学系教授，2006年11月至2017年5月任清华大学数学科学系主任，2014年10月至2017年5月任清华大学理学院院长。后担任清华大学丘成桐数学科学中心副主任。2023年重回母校北京师范大学，任数学科学学院教授。

## 学术贡献
主要从事代数表示论和量子群领域的研究工作。是国家级教学团队清华大学“理工科数学基础课程教学团队”带头人。曾获国家杰出青年基金、教育部跨世纪人才基金资助，是国家“新世纪百千万人才工程”入选者。研究成果“Hall代数、无限维李代数和量子群”获2006年度教育部自然科学一等奖（第一完成人）。

## 社会兼职
国务院学位委员会数学学科评议组成员，中国数学会常务理事，Pure and Applied Mathematics Quarterly 副主编，中国科学、数学学报（中、英）、数学年刊（中、英）、Algebra Colloquium等期刊编委。